# Catatinagma kraterella
Catatinagma kraterella is een vlinder uit de familie tastermotten (Gelechiidae). De wetenschappelijke naam is voor het eerst geldig gepubliceerd in 2010 door Junnilainen & Nuppoen.
De soort komt voor in Europa.